# Typhochlaena seladonia
Typhochlaena seladonia è una specie di tarantola aviculariina, specie tipo del genere Typhochlaena. È nota per l’inedito comportamento arboricolo con costruzione di una “botola” in corteccia, sotto la quale realizza il rifugio sericeo.
Il nome comune è la «tarantola gioiello brasiliana».

## Tassonomia
La specie fu descritta da Carl Ludwig Koch (1841) come Mygale seladonia; successivamente passò a Typhochlaena seladonia (1850), poi Avicularia seladonia (Simon, 1892), Iridopelma seladonia (Smith, 1993) e Iridopelma seladonium (Almeida-Silva et al., 2008). Bertani (2012) ha ripristinato la combinazione Typhochlaena seladonia e chiarito la posizione del genere.

### Sinonimi
- Mygale seladonia C. L. Koch, 1841
- Avicularia seladonia (Simon, 1892)
- Iridopelma seladonia (Smith, 1993)
- Iridopelma seladonium (Almeida-Silva et al., 2008)[1]

## Distribuzione e habitat
T. seladonia è endemica del Brasile orientale, con segnalazioni per gli stati di Bahia e Sergipe all’interno della Mata Atlântica. Gli esemplari costruiscono rifugi sericei sfruttando fessure o porzioni di corteccia sollevata degli alberi.

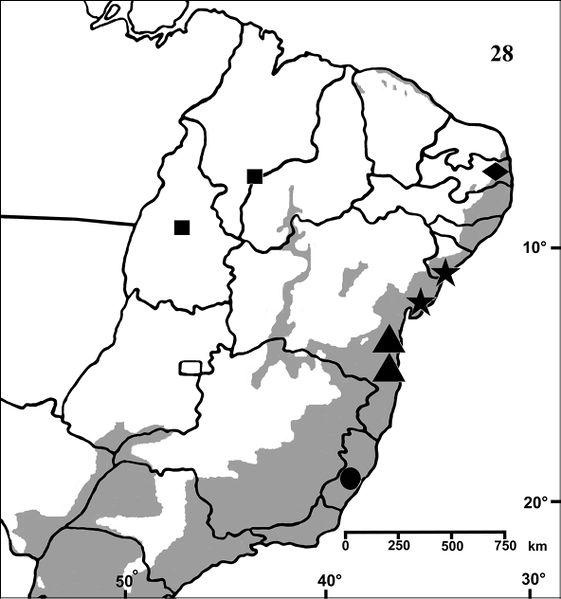
Mappa dei record del genere Typhochlaena in Brasile: T. seladonia è indicata con una stella. L’area grigia rappresenta l’antica estensione della foresta atlantica (Mata Atlântica).

## Ecologia e comportamento
Specie arboricola: realizza un tappo mimetico (“botola”) con seta e detriti vegetali all’ingresso del rifugio e, in alcuni casi, sottili “briglie” di seta per attraversare rapide tra porzioni di corteccia adiacenti.

## Morfologia
Le femmine presentano spermateche lunghe e sottili, spiralate distalmente; i maschi hanno un embolus molto allungato. Entrambi i sessi mostrano un cefalotorace verdastro e un addome nero con due file di sei macchie (la coppia posteriore rossastra, le altre giallastre). Nel genere Typhochlaena sono presenti setae urticanti di tipo II sul dorso dell’addome, tipiche degli Aviculariinae.

## Conservazione
La specie è potenzialmente minacciata dalla perdita di habitat nella Mata Atlântica e dal prelievo illegale per il commercio di animali da compagnia; in letteratura sono state proposte misure di tutela più stringenti per le specie del genere Typhochlaena nel commercio internazionale.

### Stato legale in Brasile
La raccolta, detenzione, esportazione e commercializzazione della fauna selvatica brasiliana sono regolate dalla normativa dell’IBAMA; l’esportazione è generalmente consentita solo per esemplari riprodotti in cattività da strutture registrate e autorizzate.